# Sturmpanzer IV
Sturmpanzer IV (Sd.Kfz. 166) a fost un tun de asalt greu, bazat pe șasiul tancului Panzer IV, care a fost folosit de Germania nazistă în timpul celui de-al Doilea Război Mondial. Vehiculul a fost cunoscut și sub porecla de Brummbär (în germană: ursuzul) în rapoartele Aliaților, însă această denumire nu a fost folosită de către germani. Soldații germani au poreclit acest tun de asalt Stupa, o contracție a denumirii oficiale Sturmpanzer.